# Otočani Torresova prolaza
Otočani Torresova prolaza, maleni bezimeni narod, blizu 50,000 pripadnika, naseljen na otocima u Torresovu prolazu između Papue Nove Gvineje i australskog poluotoka Cape York, te na susjednom dijelu australskog kopna, na poluotoku Cape York i u nekim gradovima istočne obale Australije, Queensland. Oko 6.000 živi ih u samom području Torresova prolaza, dok ostalih približno 42.000 živi izvan samoga tog područja, uglavnom u sjevernom dijelu Queenslanda, posebno u gradovima Townsville i Cairns. Taj narod razlikuje se od Aboridžina.
Kako nemaju za sebe poseban naziv prihvatili su australski naziv Torres Strait Islanders. Otočje se sastoji od preko stotinu otoka, koraljnih otočića i grebena imenovanih po španjolskom pomorcu Luisu Váezu de Torresu koji je tim područjem plovio 1606. godine. Kultura im je melanezijska i pod jakim utjecajem papuanske. Unutar otočne zajednice razlikuje se lovačko/sakupljačka kultura na zapadu otočja i ona okrenuta moru i trgovini u središnjem i istočnom dijelu.
Jezik otočana ima dvije inačice, ili su to dva tradicionalna jezika koji se zovu kalaw lagaw ya na zapadu ,središnjim i sjevernim predjelima, i meriam mir koji se govori na istoku. Treći, najnoviji jezik nastao je kreolizacijom i naziva se kreolskim Torresova prolaza (yumiplatok), na temelju engleskog i dva spomenuta tradicionalna jezika.
Otočani imaju i svoju vlastitu zastavu koju je dizajnirao Bernard Namok, a simbolizira jedinstvo svih Otočana Torresova prolaza. Poznatiji pripadnik bio je Eddie Koiki Mabo koji je preminuo 1992., a proslavio se po borbi za domorodačka prava nad zemljom.